# Volle maan (single)
Volle maan is een Nederlandstalige single van de Belgische band Leopold 3 uit 1991.
Het is een cover van het OMD-nummer Joan of Arc (Maid of Orleans).
Het nummer verscheen op hun tweede album Spiegels.

## Meewerkende artiesten
Producer:
- Olivier Adams

Muzikanten:
- Erik Goossens (zang)
- Patrick Claesen (keyboards)